# Chinivaladagudda, Molakalmuru
Chinivaladagudda là một làng thuộc tehsil Molakalmuru, huyện Chitradurga, bang Karnataka, Ấn Độ.